# Gibraltartunneln

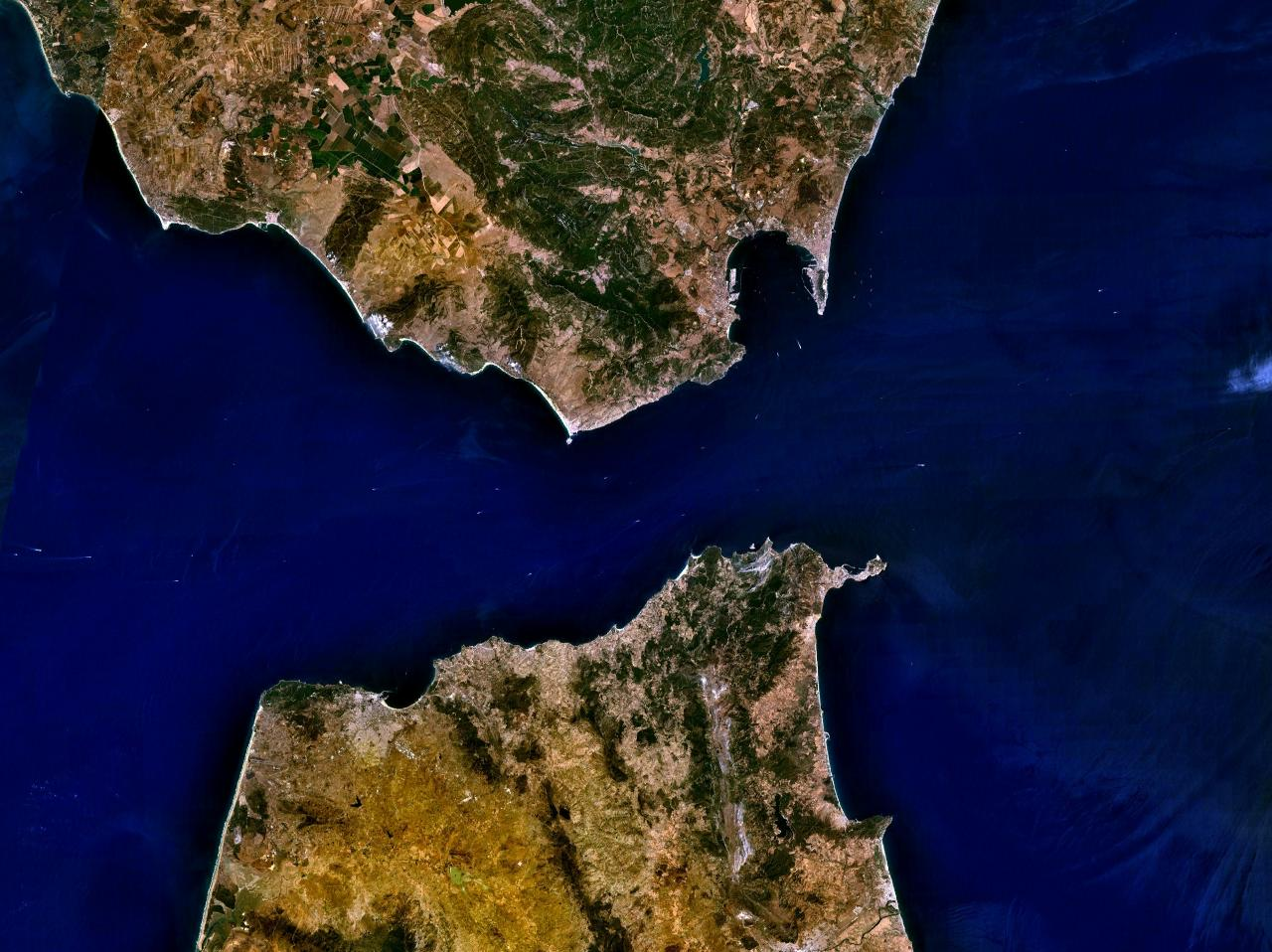
Gibraltar sund.

Gibraltartunneln är ett föreslaget byggprojekt med syftet att förena Europa och Afrika med en järnvägstunnel under Gibraltar sund. 
En förstudie som stod klar 2008 kastade tvivel över projektets genomförbarhet. När och om borrningen ska starta och när tunneln ska stå klar är osäkert. Sundet är cirka 14 kilometer brett, men tunnelns längd skulle vara omkring 40 kilometer, eftersom sundet är så djupt (som djupast omkring 900 meter). Kostnaden bedöms till 5–10 miljarder euro. 
Det har också pratas om en bro över sundet, och flera arkitekter har ritat förslag på hur en sådan skulle kunna utformas, men det är liksom med tunneln osäkert om det går att genomföra.
Efter ett möte mellan Marocko och Spanien i februari 2023 har länderna beslutat att återuppliva projektet. De spanska myndigheterna har beviljat 2,3 miljoner euro till en förstudie. Tunnelen skall förbinda de spanska 
höghastighetsjärnvägarna med den nybyggda järnvägslinjen mellan Casablanca och  Tanger. Byggnationen beräknas starta år 2030.